# تعقب الأجرام القريبة من الأرض

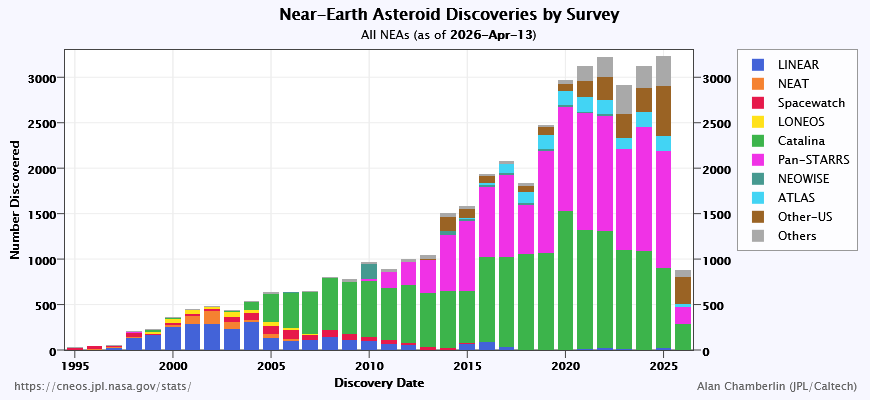
تظهر الصورة مقارنة بأعداد الأجرام القريبة من الأرض التي تم اكتشافها من مختلف المشاريع ويظهر مشروع تعقب الأجرام القريبة من الأرض باللون الأخضر.

تعقب الأجرام القريبة من الأرض أو (NEAT) , هو مشروع تمت إدارته من قبل ناسا ومختبر الدفع النفاث لاكتشاف الأجرام القريبة من الأرض , بدأ المشروع منذ ديسمبر 1995 واستمر حتى أبريل 2007.

## المشروع
كان للمشروع باحث رئيس وهو إيلانور أف هيلن وباحث مساعد هو ستيفن أتش برافدو ودايفيد أل رابينوتوتز.
كان المشروع عبارة عن إتفاقية مع القوات الجوية الأمريكية لاستخدام مرصد (GEODSS) الواقع في هاليكالا , بجزيرة ماوي (جزيرة) في هاواي , وقد كان هذا النوع من المراصد التابعة للقوات الجوية مخصصاً لاكتشاف المركبات الفضائية التي تحوم حول مدار الأرض، وقد قام فريق المشروع بتصميم آلة تصوير (كاميرا) تستخدم جهاز اقتران الشحنة , بالإضافة إلى نظام حوسبي خاص للمرصد، ومن خصائص آلة التصوير تلك أنها ذات 4096X4096 بكسل ومجال رؤية يبلغ 1.2° × 1.6°.
في البداية من عام 2001 تم وضع مقراب صامويل أوزشين ذو مرآة رئيسة تبلغ 1.2 متر والقابع في مرصد بالومار , تم وضعه في خدمة المشروع لاكتشاف وتعقب الأجرام القريبة من الأرض , وقد كان مزوداً بآلة تصوير لها 112 جهاز اقتران شحنة لكلٍ منها 2400X600 بكسل , وقد كان هذا المقراب قد التقط صوراً قادت إلى اكتشاف أجرام سماوية عديدة مثل: كواور في عام 2002 , سدنا في 2003 , وكذلك الكوكب القزم إريس.
بالإضافة لاكتشاف المشروع لآلاف الكويكبات , فقد كان له فضل اكتشاف المذنب (54P/de Vico-Swift-NEAT) , وأيضاً المذنب (C/2001 Q4 (NEAT) وكذلك القزم الأحمر تيجاردن. وقد تم تكريم المشروع بتسمية أحد الكويكبات باسمه وهو قائمة الكواكب الصغيرة: 64001–65000.